# Юдит Немецкая
Юдит (Мария) Немецкая (9 апреля 1054, Гослар — 14 марта после 1105?) — немецкая принцесса, представитель Салической династии. По первому браку — королева Венгрии, по второму — княгиня Польши, изменила имя на София в 1089 году. Дочь императора Священной Римской империи Генриха III от второй жены Агнесы де Пуатье, дочери герцога Аквитании и графа Пуату Гильома V.

## Биография

### Семья
Юдит (в некоторых источниках Мария) — младшая из шести детей, рождённых от императора Генриха III императрицей Агнес. Её пятью братьями и сестрами были: Адельгейда (впоследствии аббатиса Кведлинбурга), Гизела (умерла в младенчестве ещё до рождения Юдиты), Матильда (позже жена герцога Швабии Рудольфа Рейнфельденского), Генрих и Конрад (также умер в младенчестве). Кроме того, у Юдит была старшая сестра, Беатрикс, аббатиса Кведлинбурга и Гандерсхайма, родившаяся от первого брака отца с Гунхильдой Датской.

### Королева Венгрии
Вскоре после рождения 9 апреля 1054 года Юдит была обручена с Филиппом, старшим сыном и наследником короля Генриха I Французского. Тем не менее, соглашение было нарушено в сентябре 1058 года, когда её брат император Генрих IV заключил мирный договор с королём Венгрии Андрашом I. В рамках альянса Юдит была обручена с сыном венгерского короля и наследником Шаламоном. В 1060 году Андраш I умер и его вдова и дети укрылись в Германии.
При поддержке своего могущественного сводного брата Шаламон занял венгерский престол после смерти своего дяди Белы I в 1063 году. Вскоре после этого женился на Юдит в Секешфехерваре. Брак оказался неудачным, и, видимо, король и королева имели романы на стороне. Считается, что союз был бездетным, но некоторые источники утверждают, что у них родилась дочь София, которая позже вышла замуж за Поппо, графа Берг-Шельклингена. Если это правда, то Юдит была прабабушкой Саломеи фон Берг, второй жены Болеслава III Кривоустого, её пасынка.
В 1070-х годах началась борьба за власть между Шаламоном и его двоюродными братьями (сыновьями покойного Белы I). 14 марта 1074 года в битве при Могьерде силы короля были окончательно побеждены армией его противников и их союзников, князей Польши и Чехии. Юдита бежала в Германию, а Шаламон продолжил свою борьбу за венгерский престол. В 1077 году он признал власть своего двоюродного брата короля Ласло I, который дал ему в обмен на официальное отречение обширные земельные владения (1081). Несмотря на это, Шаламон никогда не отказывался от своих претензий и начал готовить заговор против короля Ласло I, но его планы были открыты. Шаламон был заключён в королевскую тюрьму в Вышеградской башне до 15 августа 1083 года, когда по случаю канонизации Иштвана I, первого короля Венгрии, он был освобождён.
В это время, с мая или июля 1074 до 1088 год (с небольшими перерывами), Юдит жила в Германии в своей резиденции в Регенсбурге. После своего освобождения Шаламон отправился в Германию и попытался воссоединиться с женой, но она отказалась принять его. После долгих странствий Шаламон заключил союз с Кутешком, вождём племени печенегов, и поселился на территории современной Молдавии. В 1084 или 1085 году он женился на дочери Кутешки, став двоеженцем. Шаламон обещал передать часть Венгерского королевства в обмен на военную помощь тестя. В 1085 году Шаламон повёл войско печенегов против Венгрии, но король Ласло I разбил их. Два года спустя, в 1087 году, Шаламон принимал участие в кампании печенегов против Византийской империи и был убит в бою под Эдирне.

### Княгиня Польши
В 1089 Юдит вышла замуж за польского князя Владислава I Германа. От этого союза значительно улучшились германо-польские отношения: по случаю свадьбы, император Генрих IV поручил аббатству Святого Эммерама создать Евангелие, которое в настоящее время хранится в библиотеке Краковского собора. После замужества Юдит изменила своё имя на «София», чтобы отличать себя от первой жены Владислава I, Юдит Чешской. Она родила мужу четырёх дочерей: Софию (по браку княжну Владимиро-Волынскую), Агнесу (впоследствии аббатиса Кведлинбурга и Гандерсхайма), Адельгейду (по браку графиня фон Бург и маркграфиня Северной Марки) и неизвестную по имени дочь, впоследствии жену польского феодала.
Юдит оказала большое влияние на политическую жизнь Польши. Считается, что она была любовницей пфальцграфа Сецеха, истинного правителя страны. Юдит активно помогала Сецеху в его планах захвата власти. Смерть Мешко Болеславовича при загадочных обстоятельствах была, по всей вероятности, устроена по приказу пфальцграфа и Юдит. С помощью Сецеха Юдит убедила мужа отложить возвращение Збигнева, первенца Владислава I. Збигнев был серьёзным кандидатом на престолонаследование, несмотря на незаконнорожденность. Также они хотели заключить союз с единственным законным сыном Владислава I, Болеславом III Кривоустым, рождённым от первого брака с чешской княжной. Узнав о планах Сецеха и Юдит узурпировать власть, Болеслав и Збигнев стали союзниками. Оба брата потребовали, чтобы бразды правления были переданы им. В конце концов, после нескольких попыток разорвать союз между братьями, Сецех был низложен и сослан (ок. 1100—1101). 4 июня 1102 года князь Владислав I умер. Страна была разделена между Болеславом III и Збигневым.
Дата смерти Юдит вызывает разногласия среди историками. Хотя дата 14 марта указана почти во всех известных источниках, точный год установить трудно. Сведения из источников, что она умерла между 1092 и 1096 годами маловероятны, потому что известно, что в 1105 году Болеслав III заключил с ней договор. В обмен на щедрые дары Юдит гарантировала нейтралитет в политической борьбе князя с его сводным братом Збигневом. Таким образом, она умерла после этой даты. Герард Лябуда писал, что Юдит провела свои последние годы жизни в Регенсбурге вместе с дочерью Аделаидой, женой графа Депольда III. Брак между Аделаидой и графом Депольдом III был заключен между 1110—1118 годами. На основании этого предполагается, что Юдит умерла после 1118 года в относительно пожилом возрасте. Место захоронения Юдит, аббатство Адмонт в Австрии, видимо, подтверждает эту теорию.